# Верхнебогатырское (сельское поселение)
Верхнебогатырское — упразднённое муниципальное образование со статусом сельского поселения в составе Глазовского района Удмуртии. Площадь — 608,4 км².
Административный центр — деревня Верхняя Богатырка.
Законом Удмуртской Республики от 29.04.2021 № 38-РЗ упразднено в связи с преобразованием муниципального района в муниципальный округ.

## Население
| 2010  | 2012  | 2013  | 2014  | 2015  | 2016  | 2017  |
| ----- | ----- | ----- | ----- | ----- | ----- | ----- |
| 1862  | ↘1854 | ↘1827 | ↘1777 | ↘1699 | ↘1667 | ↘1616 |
| 2018  | 2019  | 2020  |       |       |       |       |
| ↘1580 | ↘1526 | ↘1482 |       |       |       |       |

## Состав
В состав сельского поселения входят 18 населённых пунктов:
- деревня Верхняя Богатырка
- деревня Верхняя Слудка
- деревня Выльгурт
- деревня Гордъяр
- деревня Дондыкар
- деревня Заризь
- село Люм
- деревня Нижняя Богатырка
- деревня Нижний Колевай
- деревня Нижняя Слудка
- деревня Печешур
- деревня Портяново
- деревня Пышкец
- деревня Симашур
- деревня Усть-Пышкец
- деревня Чажайский лесоучасток
- деревня Шудзя
- деревня Ягул